# Наухајм
Наухајм (њем. Nauheim) општина је у њемачкој савезној држави Хесен. Једно је од 14 општинских средишта округа Грос-Герау. Према процјени из 2010. у општини је живјело 10.126 становника. Посједује регионалну шифру (AGS) 6433009.

## Географски и демографски подаци
Наухајм се налази у савезној држави Хесен у округу Грос-Герау. Општина се налази на надморској висини од 86 метара. Површина општине износи 13,8 km². У самом мјесту је, према процјени из 2010. године, живјело 10.126 становника. Просјечна густина становништва износи 735 становника/km².

## Међународна сарадња
| Мјесто | Држава    | Врста сарадње | Од    |
| ------ | --------- | ------------- | ----- |
| Борн   | Холандија | партнерство   | 1972. |
|        | Француска | партнерство   | 1978. |
| Извор  |           |               |       |